# La voz dormida (película)
La voz dormida es una película dirigida por el español Benito Zambrano y basada en la novela homónima de Dulce Chacón. Se rodó en 2011, principalmente en la antigua cárcel de Huelva.

## Argumento
Al igual que la novela de Dulce Chacón, en la que se basa, trata la represión franquista durante la posguerra española a través de la vida de Pepita (María León), una andaluza que se instala en Madrid donde está encarcelada su hermana, Hortensia (Inma Cuesta), que está embarazada y dará a luz en la cárcel. Pepita se enamora de un guerrillero (Paulino -Marc Clotet-) y tratará por todos los medios de hacerse cargo de la hija de su hermana condenada a muerte.

## Reparto

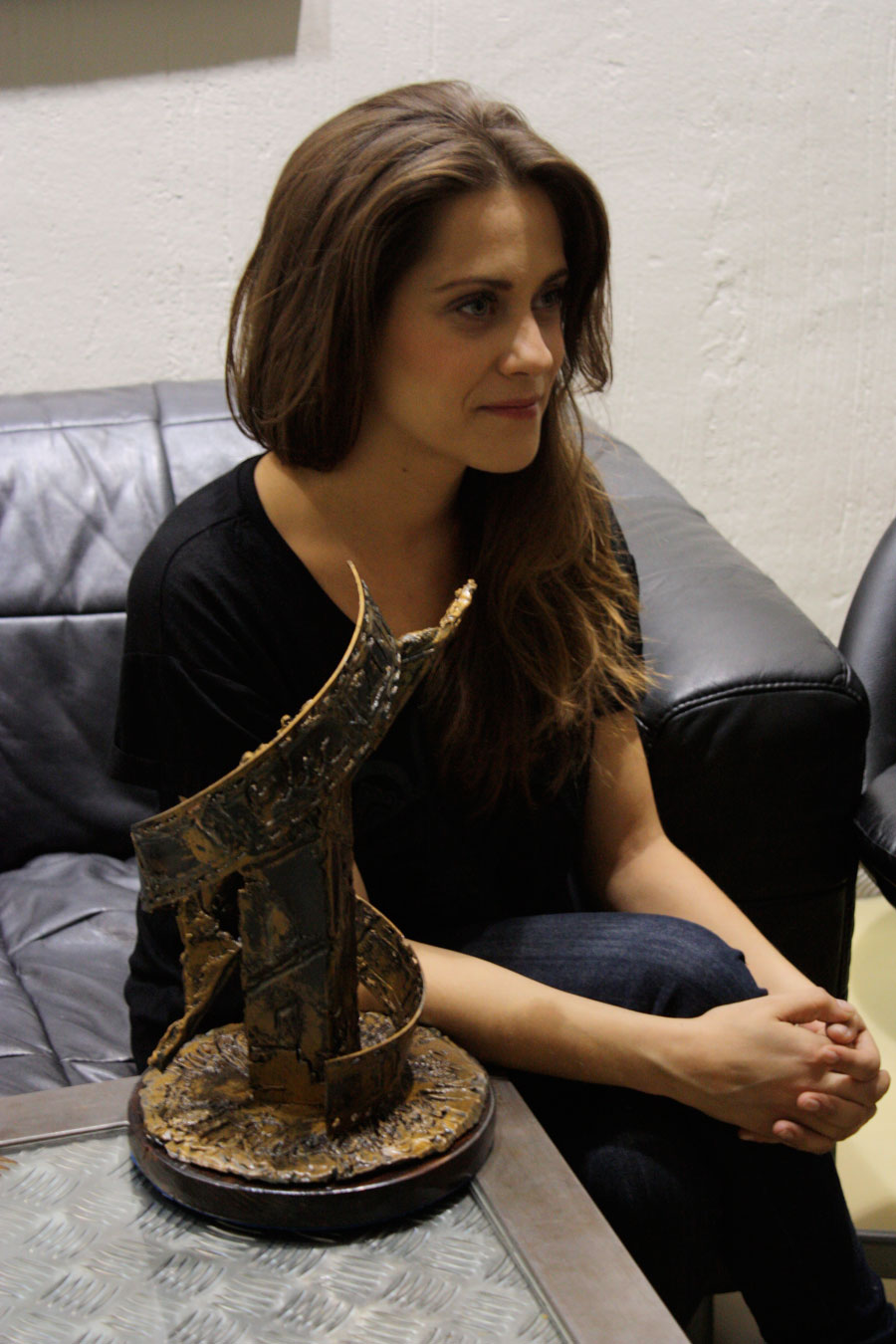
María León con el premio a la mejor interpretación del Festival del Cine y la Palabra (CiBRA) por su papel en La voz dormida.

| Intérprete           | Personaje                             |
| -------------------- | ------------------------------------- |
| Inma Cuesta          | Hortensia "Tensi" Rodríguez García    |
| María León           | Josefa "Pepita" Rodríguez García      |
| Marc Clotet          | Paulino González - Chaqueta negra     |
| Daniel Holguín       | Felipe Vargas Caballero - el Cordobés |
| Miryam Gallego       | Doña Amparo                           |
| Meri Rodríguez       | Jessica                               |
| Susi Sánchez         | Sor Serafines                         |
| Javier Godino        | Secretario del Obispo                 |
| Ana Wagener          | Mercedes                              |
| Antonio Dechent      | Juez Instructor                       |
| María Garralón       | Doña Julia                            |
| Berta Ojea           | Florencia "La Zapatones"              |
| Emilio Linder        | Comisario de Gobernación              |
| Ángela Cremonte      | Elvira                                |
| Begoña Maestre       | Amalia                                |
| Javier Mora          | Alberto                               |
| Juan Amén            | Genaro                                |
| Amaia Lizarralde     | La Topete                             |
| Julio Vélez          | Policía Secreta                       |
| Lluís Marco          | Don Gonzalo                           |
| Fermí Reixach        | Capellán de la Cárcel                 |
| Jesús Noguero        | Don Fernando                          |
| Joaquín Perles       | Teniente Sierra                       |
| Lola Casamayor       | Reme                                  |
| Charo Zapardiel      | Tomasa                                |
| Manuel García Merino | Cura                                  |
| Arantxa Aranguren    | Conchita                              |
| Amparo Vega León     | Sole                                  |
| Marta Bódalo         | Sor Andrea                            |
| Teresa Calo          | Doña Celia                            |
| Eduardo Marchi       | Don Javier                            |
| Alicia Columé        | Bebé                                  |
| Adelfa Calvo         | La Legañosa                           |
| Mari Carmen Sánchez  | Eugenia Núñez                         |
| Amaia Lizarralde     | La Topete                             |
| Concha Galán         | Sor Remedios                          |
| Carmen Losa          | Sor Caridad                           |
| Palmira Ferrer       | Paloma Castro                         |
| Teresa Arbolí        | Charo                                 |
| Candela Fernández    | Ángeles                               |
| Blanca Apilánez      | Doña María                            |
| Eloísa Vargas        | María Ferrer                          |
| Luz de Paz           | Isabel Puig                           |
| Coral Pellicer       | Rafaela                               |
| Fermí Reixach        | Capellán Cárcel                       |
| César Sánchez        | Presidente Tribunal                   |
| Jaume García Arija   | Fiscal                                |
| Fernando Sansegundo  | Abogado Defensor                      |
| Font García          | Marcial Molina                        |
| Emilio Linder        | Comisario Gobernación                 |
| Carlos Manuel Díaz   | Policía secreta 1                     |
| Julio Vélez          | Policía secreta 2                     |
| Alfredo Alba         | Policía secreta 3                     |
| Yiyo Alonso          | Doctor cárcel                         |
| Joaquín Perles       | Teniente g. civil sierra              |
| Karlos Aurrekoetxea  | El Toledano                           |
| José Troncoso        | José Troncoso                         |
| Ramón Quesada        | Teniente juzgado                      |
| Antonio Mora         | Pascual                               |
| María Miguel         | Hermana María Ferrer                  |
| Juanma Navas         | Mateo Ruiz                            |
| Alba Alonso          | Inés                                  |
| Luichi Macías        | Trini                                 |
| Gemma Giménez        | Martina                               |
| Yailene Sierra       | Carmen                                |
| Fanny de Castro      | Pasajera 1 autobús                    |
| Arantxa Sacristán    | Pasajera autobús 2                    |
| Sara Granadino       | Familia María Ferrer                  |
| Javier Lara          | Julián Rebollo                        |
| Ana López            | Reclusa vigilante                     |
| Carlos Romero        | Tomás Carmona                         |
| Pablo Torello        | Bedel                                 |
| Teresa Vallejo       | Hija Rafaela                          |
| Xelo Cubero          | Madre Chelo                           |
| Raúl Sáez            | Guerrillero preso sierra              |
| Aníbal Marcos        | Padre acusado                         |
| Antonio Esquinas     | Guardia civil bruto                   |
| Ana María Prada      | Beata 1                               |
| María Ripalda        | Beata 2                               |
| J. Antonio Ruiz      | Jefe de pelotón                       |
| Chele Sánchez        | Esposa Alberto                        |
| María José Mariscal  | Reclusa abofeteada                    |
| Clara G. Arana       | Reclusa hereje 1                      |
| Rocío Galán          | Reclusa hereje 2                      |
| Pilar Crespo         | Reclusa especial 1                    |
| Milagros Ordóñez     | Reclusa especial 2                    |
| Iosune Onraita       | Reclusa especial 3                    |
| Raúl Sirio           | Soldado 1                             |
| Julián Sánchez       | Cura fusilamiento                     |
| Amparo Marín         | Juliana Carbonell                     |
| Eva Rubio            | Teresa Blasco                         |
| Marga Martínez       | Ramona Marín                          |
| Francisca Alfonso    | Juana Álvarez                         |
| Paco Acevedo         | Fusilado 1                            |
| Manuel Morales       | Fusilado 2                            |
| Pepe Camacho         | Fusilado 3                            |
| Óscar Corrales       | Fusilado 4                            |
| Mabel Hinojo Alonso  | Figuracion especial                   |
| Oti Manzano          | Coach                                 |
| Manuel García Merino | Cura                                  |

## Producción
La película fue rodada en los distritos de Centro, Retiro y Chamberí de la ciudad de Madrid.

## Festivales
- Participó en septiembre de 2011 en la sección oficial del Festival de San Sebastián.
- Fue seleccionada para participar en la sección Cinema Europa de la 55.ª edición del Festival de cine de Londres celebrado en octubre de 2011.[4]

## Palmarés cinematográfico
Festival Internacional de Cine de San Sebastián
| Año  | Categoría                         | Candidata  | Resultado |
| ---- | --------------------------------- | ---------- | --------- |
| 2011 | Concha de Plata a la mejor actriz | María León | Ganadora  |

XXVI edición de los Premios Goya
| Categoría                 | Candidato                              | Resultado |
| ------------------------- | -------------------------------------- | --------- |
| Mejor película            | Mejor película                         | Nominada  |
| Mejor director            | Benito Zambrano                        | Nominado  |
| Mejor actriz protagonista | Inma Cuesta                            | Nominada  |
| Mejor actriz de reparto   | Ana Wagener                            | Ganadora  |
| Mejor actriz revelación   | María León                             | Ganadora  |
| Mejor actor revelación    | Marc Clotet                            | Nominado  |
| Mejor guion adaptado      | Benito Zambrano Ignacio del Moral      | Nominados |
| Mejor canción original    | Nana de la hierbabuena Carmen Agredano | Ganadora  |
| Mejor diseño de vestuario | María José Iglesias García             | Nominada  |

67.ª edición de las Medallas del Círculo de Escritores Cinematográficos
| Categoría                 | Candidato                           | Resultado |
| ------------------------- | ----------------------------------- | --------- |
| Mejor actriz              | Inma Cuesta                         | Nominada  |
| Mejor actriz secundaria   | Ana Wagener                         | Nominada  |
| Mejor guion adaptado      | Benito Zambrano e Ignacio del Moral | Nominados |
| Actriz o actor revelación | María León                          | Ganadora  |

XXI edición de los Premios Unión de Actores
| Categoría                         | Candidato       | Resultado |
| --------------------------------- | --------------- | --------- |
| Mejor actriz protagonista de cine | Inma Cuesta     | Nominada  |
| Mejor actriz protagonista de cine | María León      | Ganadora  |
| Mejor actriz secundaria de cine   | Ana Wagener     | Ganadora  |
| Mejor actriz secundaria de cine   | Charo Zapardiel | Nominada  |

- En septiembre de 2011 fue preseleccionada por la Academia de Cine de España junto a La piel que habito y Pa negre para competir por el Oscar a mejor película de habla no inglesa por España.[6] Finalmente fue seleccionada Pa negre.